# Lovagias Ted (Így jártam anyátokkal)
A Lovagias Ted az Így jártam anyátokkal című televízió-sorozat kilencedik évadjának hatodik epizódja. Eredetileg 2013. október 21-én én vetítették, az Egyesült Államokban, míg Magyarországon 2014. március 31-én.
Ebben az epizódban Tednek lehetősége nyílik valakivel randiznia az esküvői hétvégén, de "ostobán választ". Barney és Robin konfliktusba keverednek az őket összeadni készülő pappal.

## Cselekmény
Péntek este 9 óra van, 45 órával az esküvő előtt. A banda tagjai Marshall nélkül is megkezdik az ünneplést, Barney és Robin pedig azt tanácsolják Tednek, hogy szedjen fel valakit az itteni szingli lányok közül. Barney a választást az "Indiana Jones és az utolsó keresztes lovag" című filmhez hasonlítja, ahol "ostobán választottak" Szent Grált. Itt ez azt jelentené, hogy az egész hétvégéjét tönkreteheti egy rossz döntéssel. Barney és Robin három választási lehetőséget ajánlanak fel: Sophia, Cassie és a később érkező Grace személyében. Barney javaslata Sophia, Ted mégis inkább Cassie-t választja és optimista a hétvégét illetően.
Eközben Lily találkozik Lowell tiszteletessel, aki össze fogja adni Barneyt és Robint. Elmeséli neki a történetét, ők hogyan találkoztak Marshallal, amire furcsa módon úgy reagál, hogy dühös lesz és elviharzik. Robin és Barney bevallják, hogy egyszerűen ellopták az ő megismerkedős sztorijukat, mert ha a pap megtudta volna az igazi történetet, biztos nem akarta volna őket összeadni. Megpróbálják kibékíteni a papot, aki azt hiszi, hogy Lily hazudott, de aztán gyorsan lelepleződnek előtte. Lowell teljesen megbotránkozik a csapat erkölcstelenségén, amikor kiderül, hogy mi a megismerkedésük igazi története, de Barney közli, hogy nem érdekli, mert neki ez nagyon tetszik. Csak később jönnek rá, hogy Lowell tiszteletes meghalt a székében. Így viszont úgy tűnik, nem lesz, aki összeadja őket.
Eleinte úgy tűnik, Ted és Cassie remek páros. De aztán Ted döntései miatt szépen lassan kezd kisiklani a hétvége. Cassie kezd egyre depressziósabb és Tedre akaszkodósabb lenni, főként ahogy megtudja, hogy elvesztette a munkáját, ahol ráadásul mindenki utálta őt, és ha ez nem lenne elég, az exbarátja is itt van az esküvőn, aki épp Sophiára mozdult rá. Ezután még a szülei is Tedre bízzák, hogy viselje gondját. Mikor minden kezd tragikus lenni, Cassie arra biztatja Tedet, hogy nyugodtan hagyja csak ott, hadd legyen legalább az ő hétvégéje jó. Csakhogy eddigre már teljesen mindegy lesz, mert mindenki úgy hiszi, hogy Ted és Cassie egy pár. Amikor megérkezik Grace, az egyetlen, aki még nem ismeri Tedet, elhatározza, hogy tósztot mond Lowell tiszteletes emlékére – mire kiderül, hogy ő volt Cassie nagybátyja. Ted így kénytelen búcsút inteni Grace-nek és egész éjszaka Cassie-t vigasztalni. Jövőbeli Ted szerint ugyan azon az éjszakán tényleg ostobán választott és a hétvégéje így rosszul sikerült, de ha sikerrel járt volna, valószínűleg nem találkozott volna a leendő feleségével. Szóval végső soron úgy értékeli, hogy hosszútávon a választása bölcs volt.
A fogadó felé tartó Marshall mindeközben azt ecseteli Daphnenak, hogy keménynek kell lennie, ha elmagyarázza Lilynek, hogy nem mennek Olaszországba, hanem itt maradnak, hogy bíró lehessen. Daphne Lily szerepébe helyezkedik és rajta keresztül próbálják el, milyen is lehetne. Amikor azonban megtudja, hogy Marshal már el is fogadta az állást, dühös lesz, hogy ebből teljesen kihagyta a feleségét, és elmondja, hogy a férje ugyanezt tette vele is. Marshall is dühöngeni kezd, mert megtudja, hogy Daphne egy nagy olajcég lobbistája, és a fejébe veszi, hogy csak azért akarja ő is lebeszélni a dologról, mert ez egy környezetvédő állás. Később aztán bocsánatot kér és belátja, hogy Lilyvel is meg kell beszélnie a dolgokat. Daphne megbocsát, de azt elmondja neki, hogy már elküldte SMS-ben Lilynek, hogy felajánlottak neki egy bírói állást és elfogadta. Az elszörnyedt Marshall telefonja ekkor elkezd csörögni...

## Kontinuitás
- Ugyan Ted megfogadta az "Őrült, rossz értelemben" című részben, hogy nincs több randizás és meg akar állapodni, most mégis ezt akarja tenni.
- Barney ismét a "Csak... oké?" fordulatot használja.
- Barney ismét egy oda nem illő gitáros résszel zárja a kamu történetét, mint "A hamutál" és a "Visszatérés" című részekben.
- Barney először a "Rossz passzban" című részben említi meg, hogy szeretné megcsinálni a "Fergeteges hétvégét".
- Marshall és Lily első találkozása először az "Így találkoztam a többiekkel" című epizódban jelent meg.
- Robin és Barney még Marshall és Lily beceneveit is ellopják (Marsallbot és Liliom)
- Lily úgy írja le Marshallt a kamu történetében (valójában Barneyt), mint szociopatát. Így hívta őt Robin "A kétségbeesés napja" és Nora "A meztelen igazság" című epizódokban.
- Barney kijavítja Lilyt, amikor elmondja, hogy több mint 250 nővel volt már együtt ("Jó helyen, jó időben")
- Barney az Alkotmány kilencedik kiegészítésére hivatkozik, amelyben visszautal "A Tesóeskü" című részben tett fogadalomra a kövér csajokról.

## Jövőbeli visszautalások
- Barney és Robin végül az "Anyu és apu" című részben találnak új papot.
- "A pókerparti" című részből ottmaradt játékautó ebben a részben is látható a lépcsőn, és Cassie ezen fog elesni "A világítótorony" című epizódban.
- A "Feltámadás" című részben azt hazudják a többiek Barneynak, hogy sikerült megcsinálni a Fergeteges esküvőt.
- Ebben az epizódban hallható először a "Mi a csöcs van?" felkiáltás, amely aztán később többek szájából is elhangzik.

## Érdekességek
- Az epizód elején kintről látható a Farhampton fogadó, és látszik, hogy tiszta éjszaka van. A benti jelenetnél azonban az látható, hogy odakint esik az eső.